# Aeroporto de São Benedito

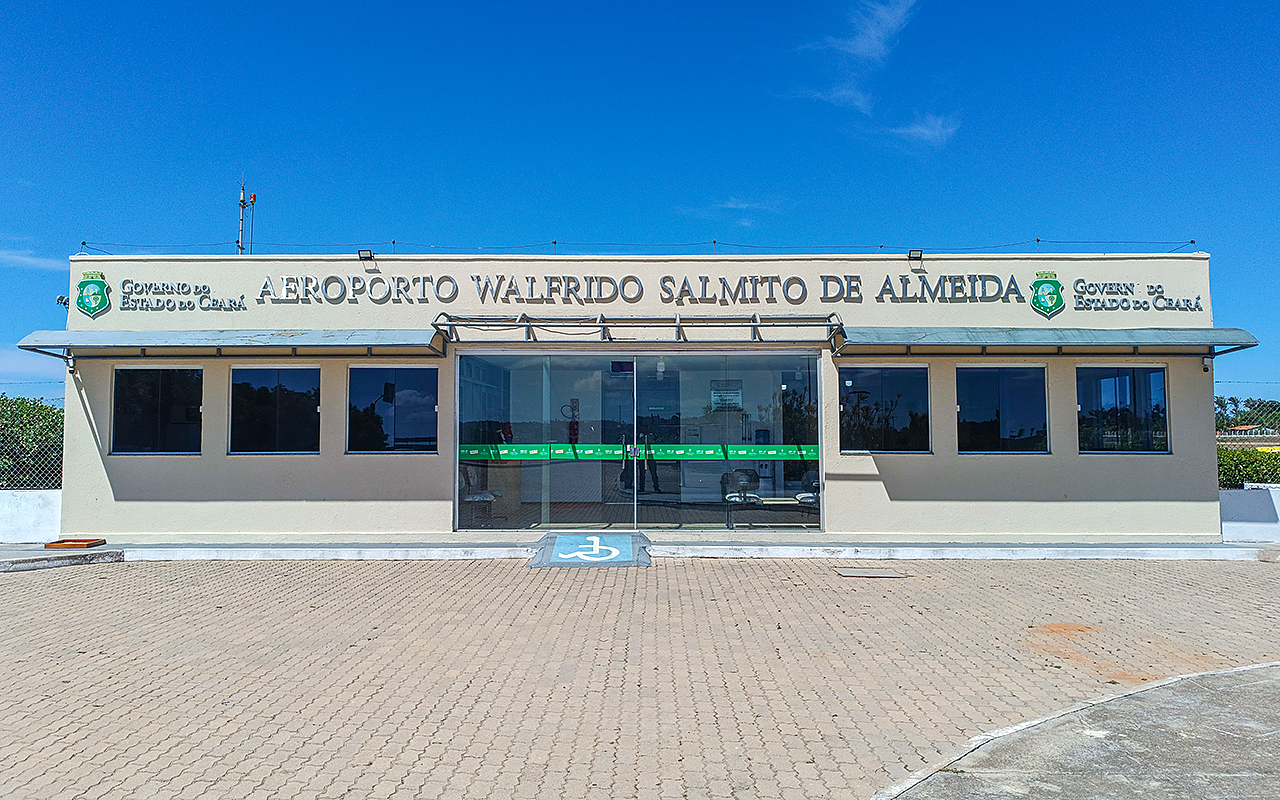
O Aeroporto de Walfrido Salmito de Almeida serve ao município de São Benedito. O aeroporto de São Benedito foi inaugurado em novembro de 2013

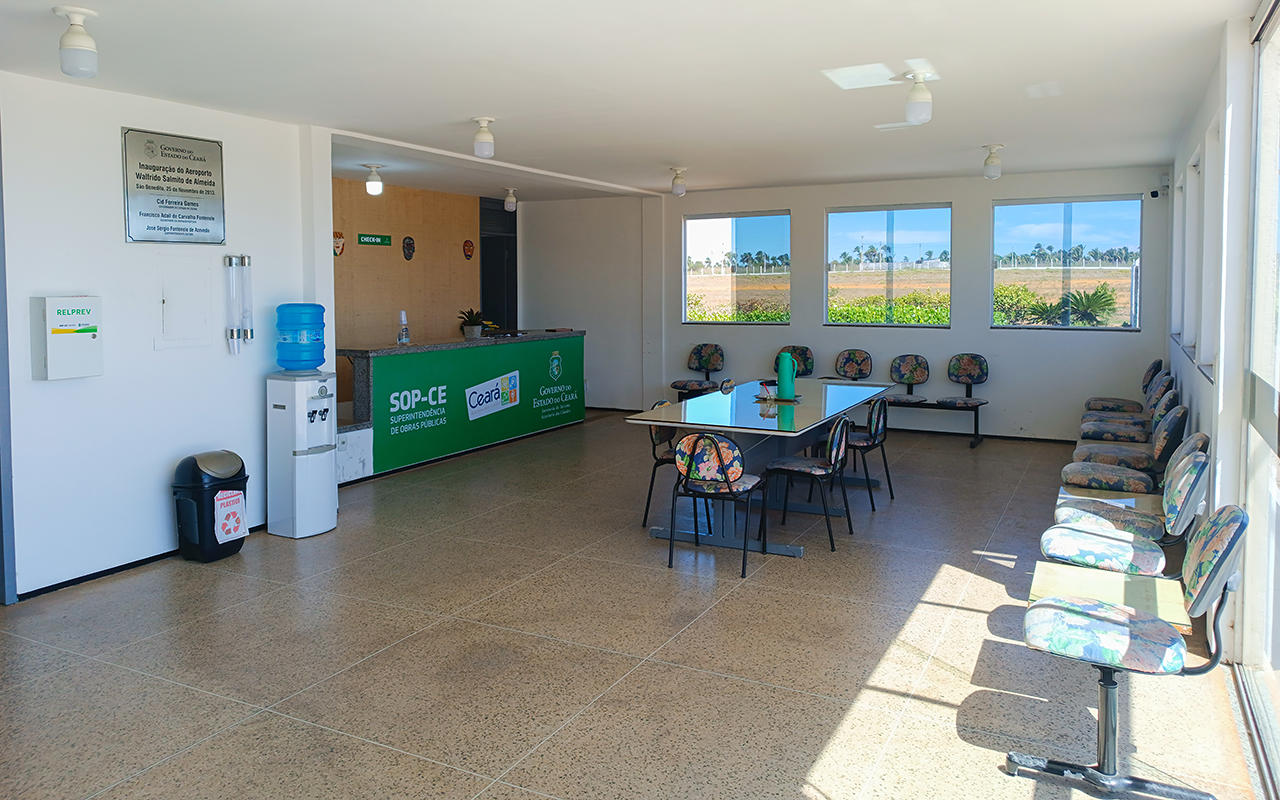
Vista interna do Aeroporto de Walfrido Salmito de Almeida São Benedito Ceará

O Aeroporto de Walfrido Salmito de Almeida serve o município de 
São Benedito. Foi inaugurado em novembro de 2013 e recebeu o nome de Walfrido Salmito de Almeida. A obra do equipamento envolveu recursos da ordem de R$ 6 milhões. A pista tem 1,5 quilômetro de comprimento e 30 metros de largura sendo. O aeroporto dispõe, ainda, de balizamento noturno, biruta eletrônica, pátio de estacionamento de aeronaves,torre de controle, hangar, terminal de passageiros e estacionamento para veículos.